# USS Butte (AE-27)
Pour les articles homonymes, voir USS Butte.
L'USS Butte (AE-27) était un navire de munitions de classe Kilauea de l’United States Navy. C’était le deuxième navire de la marine américaine nommé USS  Butte. Il a été mis sur cale le 21 juillet 1966 par la division de construction navale de General Dynamics à Quincy (Massachusetts). Il a été baptisé et lancé le 9 août 1967. Il est mis en service le 14 décembre 1968 au chantier naval de Boston et affecté à la flotte atlantique des États-Unis, initialement basé à Norfolk (Virginie).

## Historique des services
Pendant la crise en Jordanie en 1970, l’USS Butte a reçu une mention élogieuse pour son rôle dans cette opération de maintien de la paix.
De décembre 1972 à juillet 1973, il a été en service dans le golfe du Tonkin et s’est vu décerner la Vietnam Service Medal avec une étoile de bataille.
Peu après son départ de Norfolk le 3 septembre 1974, l’USS Butte a subi un incendie dans son tableau électrique principal, perturbant l’alimentation électrique du navire. Le navire a été remorqué jusqu’à la base navale pour y être réparé, avec un remplacement complet du tableau de distribution.
En juillet 1978, le port d'attache de l’USS Butte a été temporairement déplacé à Brooklyn (New York) où il a subi un carénage majeur. En juin 1979, son port d’attache est devenu la Naval Weapons Station Earle, dans le New Jersey. L’USS Butte a reçu la médaille expéditionnaire de la marine pour un déploiement dans l’océan Indien en 1981, qui l’a également emmené en mer Méditerranée. Un autre déploiement en 1983 a emmené l’USS Butte au large de Beyrouth, au Liban. Le navire a reçu la médaille expéditionnaire des forces armées pour le soutien qu’il a apporté aux ambassades des États-Unis à l’étranger, y compris celles de Beyrouth et de Tunis en Tunisie.
Au cours d’un déploiement en Méditerranée en 1984-1985, l’USS Butte a été classé meilleur navire dans le deuxième escadron de service. En mai 1985, il a reçu la mention « E » pour son efficacité au combat dans les domaines suivants : génie, contrôle des dommages, commandement et communications, navigation/passerelle, matelots de pont et soutien à la flotte. L’USS Butte a subi une autre révision majeure à Mobile (Alabama) d’août 1985 à mai 1986. L’USS Butte a joué un rôle important dans l’opération Goldenrod lors d’un déploiement en Méditerranée en 1987, lorsqu’il a aidé à arrêter deux terroristes libanais dans les eaux internationales au large des côtes du Liban.
L’USS Butte était à Brooklyn, NY, pour une courte période de remise en état au chantier naval d’avril 1990 à septembre 1990 pendant que se déroulait l’opération Bouclier du désert. Pendant cette période de révision, le navire a été aménagé pour accueillir ses premiers membres d’équipage féminins. Le chantier naval aurait effectué des travaux de réparation du navire qui n’étaient pas conformes aux normes et il a fait faillite alors que le navire était encore en cale sèche. La marine américaine a envoyé l’USS Butte au chantier naval de Philadelphia Naval Shipyard pour qu’il inspecte les travaux déjà effectués par le chantier de Brooklyn et termine les réparations.
Cela s’est passé de la fin 1990 à janvier 1991 et au début de la guerre du Golfe. L’USS Butte était encore à Earle lorsque la guerre a pris fin. L’USS Butte est passé plus tard un mois au large des côtes de Cuba, près de la baie de Guantanamo, pour suivre une formation préalable à la lutte contre les incendies et à la gestion des dommages. L’USS Butte a ensuite été déployé en Méditerranée pour soutenir les opérations en cours dans le golfe Persique et au Koweït. L’équipage a reçu la Southwest Asia Service Medal.

### Déploiement final
En septembre 1995, l’USS Butte a commencé son dernier déploiement dans le cadre du groupement tactique USS America (CV-66). En octobre 1995, il a effectué des opérations en mer Adriatique pour appuyer les frappes aériennes en Bosnie dans le cadre de l’opération Deliberate Force. Le navire a également visité Cannes, en France, en tant que représentant de la marine américaine à la célébration annuelle de l’anniversaire de l’amiral de Grasse. Mi-novembre 1995, l’USS Butte part vers le sud via le canal de Suez jusqu’à la mer Rouge. Le navire a livré des dindes et d’autres fournitures pour les repas de fin d’année aux ambassades des États-Unis en Jordanie, en Érythrée, au Yémen et à Djibouti. Après son départ du golfe Persique, l’USS Butte est retourné dans l’Adriatique pour appuyer les forces de l’OTAN d’imposition de la paix dans le cadre de l’opération Joint Endeavor. Entre les opérations en mer Adriatique de janvier à février, il a passé son temps à effectuer des transports de munitions et à réduire le nombre des dépôts de munitions en Méditerranée. Sur le route du retour au pays à travers l’océan Atlantique en février 1996, les USS Butte et America ont mené la dernière opération de ravitaillement à la mer pour l’USS America avant son démantèlement. L’USS Butte devait rentrer au port le 24 février 1996, mais les vents qui soufflaient autour de Sandy Hook l’ont empêché d’entrer au port durant trois jours.

## Fin de service
L’USS Butte a été retiré du service le 3 juin 1996 et transféré au Military Sealift Command, où il est devenu l’USNS Butte (T-AE-27). Comme cinq des six autres navires de sa classe, il fut réaménagé lors de ce transfert : les équipements furent améliorés, l’armement principal fut retiré et il fut équipé pour être opéré par un équipage civil réduit. Le 24 mai 2004, il a été mis hors service par le MSC, radié du registre des navires de la marine et transféré à l’installation d’entretien des navires inactifs de Naval Sea Systems Command à Philadelphie en attendant son élimination. Le 3 juillet 2006, l’ex-USS Butte a été coulé comme cible au large de la côte est des États-Unis à l’aide de missiles AGM-84 Harpoon, d’une torpille Mark 48 tirée par l’USS San Juan (SSN-751) et d’explosifs de destruction. Par une étrange coïncidence, le précédent USS Butte avait également été coulé délibérément en 1948 après avoir servi de navire cible dans l’opération Crossroads.